# El-Giof
El-Giof (in arabo الجوف‎?, al-Jawf), è una città della Libia, capoluogo del distretto di Cufra.
La città si trova nella parte sud-est dell'oasi di Cufra ad una altezza di 382,2 metri s.l.m. Secondo un censimento del 2009 la popolazione della città era di 31 007 abitanti. A el-Giof non piove quasi mai, avendo la città una media di soltanto 2,5 mm di pioggia all'anno. In estate la temperatura ha una media di oltre 37,8 °C.